# لوزونیت
لوزونیت  (به انگلیسی: Luzonite) با فرمول شیمیایی Cu3AsS4 از مجموعه کانی هاست و از نام جزیره Luzon در فیلیپین گرفته شده‌است. Cu:۴۳٫۵۷٪  Fe:۳۰٫۵۳٪  S:۳۴٫۱٪  برای اولین بار در یوگسلاوی کشف شد و از نظر شکل بلور: منشوری کوتاه - ماکله، رنگ: خاکستری - صورتی، شفافیت: کدر(اپاک)، جلا: فلزی، رخ: ندارد، سیستم تبلور: کوادراتیک و در رده‌بندی سولفور است  و منشأ تشکیل آن هیدروترمال است.
همایند کانی‌شناسی (پارانژ) آن - اسفالریت- کالکوپیریت- انارژیت- تترائدریت و... است
، از نظر ژیزمان بلور- آگرگات دانه‌ای با دانه‌های منفرد کمیاب است و بیشتر در آلمان غربی، یوگسلاوی، آرژانتین، پرو، ژاپن، تایوان و آمریکا یافت می‌شود.

## منبع
- پردیس کشاورزی ایران